# Гонка чемпионов 2013
Гонка Чемпионов 2013 года — 26-я международная автогонка, в которой принимают участие выдающиеся гонщики самых престижных серий. Должна была пройти с 14 по 15 декабря в Бангкоке на стадионе «Раджамангала». Однако, событие было отменено 2 декабря из-за политической обстановки в Бангкоке.

## Составы команд
| Заявленные команды     | Заявленные команды | Заявленные команды         |
| Команда                | Пилот              | Серия                      |
| ---------------------- | ------------------ | -------------------------- |
| Сборная Франции        | Себастьян Ожье     | Чемпионат мира по ралли    |
| Сборная Германии       | Михаэль Шумахер    | Чемпионат мира по картингу |
| Сборная Германии       | Себастьян Феттель  | Формула-1                  |
| Сборная Великобритании | Дэвид Култхард     | -                          |
| Сборная Великобритании | Сьюзи Вольфф       | -                          |
| Сборная Индии          | Нараин Картикеян   | Auto GP                    |
| Сборная Индии          | Карун Чандхок      | FIA GT                     |
| Сборная Австралии      | Мик Дуэн           | -                          |
| Сборная Австралии      | Джейми Уинкап      | V8 Supercars               |
| Сборная Скандинавии    | Том Кристенсен     | FIA WEC                    |
| Сборная Скандинавии    | Маттиас Экстрём    | DTM                        |
| Сборная Австрии        | Феликс Баумгартнер | VW Scirocco R-Cup          |
| Сборная Швейцарии      | Фабио Ляймер       | GP2                        |

## Техника
- Ariel Atom
- Audi R8 LMS
- KTM X-Bow
- Euro Racecar
- ROC Car
- Toyota GT86
- Volkswagen Scirocco